# Organización Sionista Mundial
La Organización Sionista Mundial (conocida por la sigla OSM)fue creada por iniciativa de Theodor Herzl durante el Primer Congreso Sionista, en agosto de 1897 en Basilea (Suiza). Los objetivos del movimiento sionista se recopilaron en una declaración que tuvo lugar durante este primer congreso: En primer lugar se estableció que todos los judíos del Mundo tendrían el derecho legal de vivir en Eretz Israel. Para ello se utilizarían los siguientes medios:
Promover el establecimiento de agricultores judíos, artesanos y comerciantes en Palestina: organizar y unir a todos los judíos a través de medios eficaces locales e internacionales, de conformidad con la legislación en vigor de cada país y fortalecer el sentimiento nacional judío y la conciencia nacional. También se darían los pasos preparatorios para la obtención del consentimiento de los gobiernos con el fin de alcanzar los objetivos del sionismo.
La organización sionista se compone de los siguientes órganos: Los sindicatos sionistas mundiales, federaciones sionistas internacionales; y las organizaciones internacionales que se definen a sí mismas como sionistas, por ejemplo hay organizaciones como: Organización Mundial de Mujeres Sionistas (WIZO), Keren Hayesod, Hadassah, B'nai B'rith, Maccabi World Union, la Federación Internacional Sefardí, el Fondo Nacional Judío, los tres capítulos de la judería mundial (ortodoxos, conservadores, y reformistas), la delegación de la CEI - Comunidad de Estados Independentes (ex-Unión Soviética), la Unión Mundial de Estudiantes Judíos, entre otras organizaciones, entre ellas cabe mencionar a la Agencia Judía para la Tierra de Israel, una organización paralela, con objetivos, atributos y liderazgo estrechamente entrelazados con los de la organización sionista, durante los años previos al establecimiento del estado sionista de Israel y en diversos grados después de eso. En 1952, 1970 y 1979 se produjeron cambios importantes en los estatutos de ambas organizaciones.

## Presidentes de la Organización
- Theodor Herzl : (1897 - 1904)
- David Wolffsohn : (1905 - 1911)
- Otto Warburg : (1911 - 1921)
- Chaim Weizmann (primera vez) : (1921 - 1931)
- Nahum Sokolow : (1931 - 1935)
- Chaim Weizmann (segunda vez) : (1935 - 1946)
- David Ben-Gurión (interino) : (1946 - 1956)
- Nahum Goldmann : (1956 - 1968)

## Presidentes del ejecutivo de la Organización Sionista Mundial y de la Agencia Judía para la Tierra de Israel
- Ehud Avriel: (1968 - 1972)
- Louis Arie Pincus: (1968 - octubre de 1973)
- Arie Leon Dulzin (1º vez): (octubre de 1973 - 1975)
- Pinhas Sapir: (1975 - 12 de agosto de 1975)
- Arie Leon Dulzin (2º vez ) (a cargo): (12 de agosto de 1975 - 6 de enero de 1976)
- Joseph Almogi: (6 de enero de 1976 - 1978)
- Arie Leon Dulzin (3º vez ): (1978 - diciembre de 1987)
- Simcha Dinitz: (diciembre de 1987 - 14 de febrero de 1994)
- Yehiel Leket (a cargo): (febrero de 1994 - febrero de 1995)
- Avraham Burg: (febrero de 1995 - febrero de 1999)
- Sallai Meridor: (25 de febrero de 1999 - 2005 )
- Zeev Bielski: (2005 - 2009 )
- Avraham Duvdevani (Duvdev): (2009 - 2020)
- Natan Sharansky: (2009 - 2018)
- Isaac Herzog: (2018 - )
- Yaakov Hagoel: (2020 - )

## Composición y delegaciones
La membresía en la OSM estaba abierta a todos los judíos, y el derecho a votar por los delegados a los congresos fue asegurada por la compra de los séqueles sionistas. Las delegaciones de todo el mundo, y de muy diferentes orígenes políticos y de tradiciones religiosas, participaron en un Congreso;. Delegaciones y partidos se agruparon principalmente por la ideología, más que por la geografía.
En 1960, la OS cambió su nombre a la Organización Sionista Mundial y adoptó una nueva Constitución bajo la cual los individuos no son elegibles para la adhesión, la cual está reservada para las organizaciones.